# Cedric Phatudi
Cedric Nameni (Namedi) Phatudi (* 27. Mai 1912 in Mphahlele, Distrikt Pietersburg; † 7. Oktober 1987 in Lebowakgomo) war ein südafrikanischer Pädagoge und Politiker in der Funktion des Regierungschefs für das Homeland Lebowa.

## Leben

### Ausbildung und Tätigkeiten im Bildungssystem
Phatudi wurde in einem Ort der früheren Provinz Transvaal geboren. Sein Vater war Chief Kgoŝi Mmutle Phatudi III des Bakgaga-Stammes. Im Jahre 1929 beendete er seine Grundschulzeit und begann am Kilnerton Training Institute eine Berufsausbildung zum Lehrer, die er 1932 abschloss. Danach begann Phatudi sein Berufsleben als Vertretungslehrer und entwickelte sich bis 1935 zum Schulleiter an der Marishane Tribal School im Sekhukhuneland, die zu dieser Zeit die erste Sekundarschule in diesem Landesteil war.
Im Verlauf seiner beruflichen Tätigkeit matrikulierte Phatudi auf Basis privater Ausbildungsgänge und erwarb danach an verschiedenen Hochschuleinrichtungen mehrere akademische Abschlüsse; einen Bachelor of Arts, Master of Arts und Bachelor of Education. Ihm wurde zudem ein Doctor of Education als honoris causa verliehen. Er studierte an der University of Fort Hare, der Witwatersrand-Universität und der University of the North.
Im Januar 1943 übernahm Phatudi die Funktion des Schulinspektors (Schulrat) in der Aufsichtsbehörde der Schulen für Schwarze von Johannesburg. 1955 ging er nach Krugersdorp in der Region West Rand, wo er zunächst Unterinspektor (Sub-Inspector) und 1965 Schulinspektor der Region wurde. Während seiner Anstellung im Department of Bantu Education, wirkte er als Vorsitzender der Association of Inspectors of Schools in the Southern Transvaal Region (1947–1969) und als Präsident der Federation of Inspectors of Schools in the Republic of South Africa.

### Politische Tätigkeiten
Phatudis berufliches Engagement in der Politik begann 1969. In diesem Jahr wählte man ihn zum ersten Executive Councillor für Bildung und Kultur der Territorialbehörde des Homelands Lebowa. Als am 2. Oktober 1972 Lebowa den Selbstverwaltungsstatus erhielt, stieg Phatudi zum Minister für Bildung und Kultur auf.
Für die am 11. April 1973 stattgefundenen, ersten Wahlen in Lebowa kandidierte er im Wahlkreis Thabamoopo erfolgreich für ein Abgeordnetenmandat. In der Folge wählte ihn die Territorialvertretung (Legislative Assembly) des Homelands am 8. Mai zum Chief Minister of the Lebowa Government mit der alleinigen Kompetenz zur Berufung oder Abberufung des Kabinetts. Er gewann mit 45 Stimmen gegen 40 Stimmen und verdrängte seinen Konkurrenten Chief Maurice M. Matlala. Die damalige Verfassung sah vor, dass nur eine erfolgreiche, an den südafrikanische Staatspräsidenten gerichtete Petition aus dem Kreise der Legislative Assembly den Regierungschef des Homelandes vom Amt entheben konnte.
In einer Erklärung des auf seine Regierungsübernahme folgenden Tag deklarierte er die Landfrage und den Kampf gegen Diskriminierungssachverhalte gegen die Bürger Lebowas, besonders im Arbeitsmarkt des „weißen“ Südafrikas zur Chefsache. Mit der „Landfrage“ war in diesem Zusammenhang die Umsiedlung von schwarzen und weißen Farmen bzw. Siedlern innerhalb des territorial zersplitterten Homelands Lebowa gemeint, besonders die Pedi-Bevölkerung in und um Doornkop (bei Middelburg).
 Zu seinen politischen Ansichten in Opposition stand die von Chief Matlala 1973 gegründete Lebowa National Party, die programmatisch die Unabhängigkeit des Homelands in Kooperation mit der südafrikanischen Regierung in Pretoria erlangen wollte. Seit Januar 1975 entwickelten sich politische Divergenzen zwischen ihm und der führenden Lebowa People’s Party (LPP), wodurch er einer dreitägigen Parteikonferenz im königlichen Kraal von Chief T. J. Mothapo, zeitgleich Minister of Works in Lebowa, fern blieb. Im Verlauf dieser Versammlung setzten die 300 Delegierten Phatudi als Parteivorsitzenden ab und ersetzten ihn mit Collins Ramusi, der einige Monate zuvor aus dem Regierungskabinett ausgeschieden war.
Im März 1975 versammelte Phatudi die ihm verbliebenen Unterstützer zu einem Kongress in Marishane, um für die kommende Auseinandersetzung politische Positionen zu entwickeln. Nach einem Misstrauensantrag gegen ihn in der gesetzgebenden Versammlung des Homelands erlangte er bei einer Abstimmung am 1. April 1976 eine starke Mehrheit mit 70 Pro-Stimmen von insgesamt 79 Voten. Als Folge dieses Ergebnisses legte Chief Mothapo sein Ministeramt nieder. Seither regierte Phatudi unangefochten und wurde 1983 ohne Gegenkandidat für eine dritte Amtsperiode bestätigt.
Als 1979 eine Kommission von Lebowa unter Leitung von L. G. Mathole die weitere konstitutionelle Entwicklung des Homelands untersuchte, formte sich eine Auffassung in diesem Kreis, die staatliche Unabhängigkeit von Südafrika unter Bildung einer Föderation mit anderen Homelands einzufordern. Phatudi erklärte 1981 gegenüber Pretoria zu diesen Fragen seine eigene Position, stellte sich dabei gegen diese Föderationsmodell und plädierte an dessen Stelle für einen Bundesstaat mit einem zentralen Parlament und gleichgestellten Partnerstaaten in diesem Verbund. Im Jahre 1982 wiederholte er seine Auffassung und plädierte für eine bundesstaatliche Organisation der Republik Südafrika mit einer Bill of Rights.
Auf zahlreichen Auslandsreisen, die überwiegend in westlich orientierte Staaten Europas und Asien führten, bemühte er sich um langfristige Kontakte mit Bildungsvertretern, Industriellen und Politikern, die er zur Unterstützung der allgemeinen Entwicklung Lebowas sowie besonders auf den Gebieten Bildung und Investment zu überzeugen versuchte.

## Persönliches
Phatudi war außerhalb seines beruflichen Lebens literarisch tätig. Er schrieb Novellen und Theaterstücke in Nord-Sotho. Zudem übersetzte er den Jugendroman Robinson Crusoe sowie Shakespears Werke Heinrich IV., Teil 1 und Julius Caesar. Diese Übersetzungen waren zeitweilig als Lehrmittel in den Sekundarschulen von Lebowa vorgeschrieben.
Phatudi starb innerhalb seiner Amtsperiode als Chief Minister durch Diabetes gezeichnet an Knochenmarkkrebs. Seine letzte Ruhestätte fand er auf dem Heroes Acre im Komplex der Regierungsgebäude von Lebowakgomo. Phatudi war verheiratet und hatte zwei Söhne sowie eine Tochter.

## Ehrungen
- CN Phatudi College of Education, ehemalige eigenständige Bildungseinrichtung für Lehrer.
- CN Phatudi Campus (in Praktiseer village, nördlich von Burgersfort / Platinum City, heute in Fetakgomo/Greater Tubatse Local Municipality) des Sekhukhune FET College, das 2003 aus der Fusion von zwei ehemaligen Bildungseinrichtungen entstand, dem CS Barlow Technical College und dem CN Phatudi College of Education (Lehrerausbildung).[7]